# Hydrornis nipalensis
La pitta del Nepal o pitta dalla nuca azzurra (Hydrornis nipalensis (Hodgson, 1837)) è un uccello passeriforme della famiglia dei Pittidi.

## Descrizione

### Dimensioni
Si tratta di uccelli lunghi una ventina di centimetri, coda compresa.

### Aspetto
Questi uccelli hanno un aspetto massiccio e paffuto, con ali e coda corte, testa arrotondata e becco allungato.

La livrea è bruna su testa, petto, fianchi, ventre, remiganti primarie, coda e sottocoda (più chiara su gola, ventre e sottocda, più intensa sul petto e più scura su ali e coda): dalla base del becco all'occhio è presente una banda appena accennata di penne più scure, osservabile anche a livello delle orecchie. Come è possibile evincere dal nome comune la nuca e la parte superiore del dorso sono di colore azzurro, così come il codione: ali e dorso sono invece di colore verdastro, quest'ultimo con riflessi azzurrognoli. Nella femmina l'estensione dell'azzurro nucale è minore: in ambo i sessi gli occhi sono bruni, le zampe sono di color carnicino ed il becco è nerastro.

## Biologia

### Comportamento
La pitta del Nepal è un uccello diurno e dalle abitudini piuttosto territoriali e strettamente solitarie all'infuori del periodo degli amori: esso passa la maggior parte della giornata spostandosi nel folto del sottobosco alla ricerca di cibo, lasciando raramente il terreno.

### Alimentazione
Questi uccelli basano la propria dieta su lombrichi e chiocciole, integrandola inoltre con insetti e altri piccoli invertebrati quando disponibili.

### Riproduzione
La riproduzione di questi uccelli non è stata finora descritta in natura, ma si ritiene tuttavia che non si differenzi significativamente dal pattern seguito dalle altre specie di pitte.

## Distribuzione e habitat
Nonostante il nome scientifico, la pitta dalla nuca azzurra non vive nel solo Nepal: con due popolazioni separate, infatti, questa specie è diffusa nella zona ai piedi dell'Himalaya dal Nepal centro-orientale alla Birmania settentrionale e nella zona compresa fra Cina meridionale, Laos settentrionale e Tonchino. Il suo habitat è rappresentato dalla foresta pluviale umida pedemontana e montana, con presenza di folto sottobosco.

## Tassonomia
Se ne riconoscono due sottospecie:
- Hydrornis nipalensis nipalensis, la sottospecie nominale, diffusa nella porzione occidentale dell'areale occupato dalla specie, ossia in Nepal centro-orientale, Sikkim, Bhutan, Assam e Bengala settentrionale;
- Hydrornis nipalensis hendeei Bangs & van Tyne, 1931, diffusa nella porzione orientale dell'areale occupato dalla specie, ossia in Cina meridionale, Laos settentrionale e Tonchino;

Le due sottospecie differiscono fra loro per taglia ed intensità ed estensione della colorazione verde e azzurra dorsale.